# Kvaternion

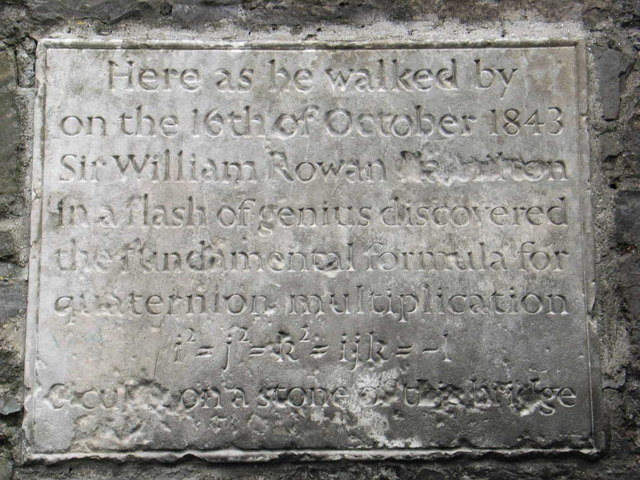
Plakett till William Rowan Hamiltons upptäckt av kvaternionerna.

Kvaternion [-'u:n] (senlatin quatérnio, "ansamling av fyra personer eller ting"), element i en utvidgning av de reella talen till ett fyrdimensionellt talområde på ett liknande sätt som komplexa tal är en utvidgning till ett tvådimensionellt, definierat av W.R. Hamilton 1843. Mängden av kvaternioner skrivs H eller ℍ, och utgör en skevkropp samt en algebra över R (de reella talen).

## Aritmetik i H
Talområdet H kan uppfattas som ett fyrdimensionellt rum med en reell och tre imaginära axlar. Med andra ord kan varje kvaternion q beskrivas genom
{\displaystyle {\rm {q}}}{\displaystyle =a+b\,\mathbf {i} +c\,\mathbf {j} +d\,\mathbf {k} },
där a, b, c och d är reella tal och i, j och k är tre (över R) linjärt oberoende "imaginära enheter". Två kvaternioner 
{\displaystyle {\rm {q_{1}}}}{\displaystyle =a_{1}+b_{1}\,\mathbf {i} +c_{1}\,\mathbf {j} +d_{1}\,\mathbf {k} ,\quad }{\displaystyle {\rm {q_{2}}}}{\displaystyle =a_{2}+b_{2}\,\mathbf {i} +c_{2}\,\mathbf {j} +d_{2}\,\mathbf {k} }
kan adderas och subtraheras på vektorvis och kan multipliceras med användning av sambanden
{\displaystyle \mathbf {i} ^{2}=\mathbf {j} ^{2}=\mathbf {k} ^{2}=\mathbf {i} \,\mathbf {j} \,\mathbf {k} =-1}
Alltså är
{\displaystyle {\rm {q_{1}+{\rm {q_{2}=}}}}}{\displaystyle (a_{1}+a_{2})+(b_{1}+b_{2})\,\mathbf {i} +(c_{1}+c_{2})\,\mathbf {j} +(d_{1}+d_{2})\,\mathbf {k} }
{\displaystyle {\rm {q_{1}-{\rm {q_{2}}}}}}{\displaystyle =(a_{1}-a_{2})+(b_{1}-b_{2})\,\mathbf {i} +(c_{1}-c_{2})\,\mathbf {j} +(d_{1}-d_{2})\,\mathbf {k} }
{\displaystyle {\rm {q_{1}\cdot {\rm {q_{2}=}}}}}
{\displaystyle \quad (a_{1}a_{2}-b_{1}b_{2}-c_{1}c_{2}-d_{1}d_{2})+}
{\displaystyle \qquad +(a_{1}b_{2}+b_{1}a_{2}+c_{1}d_{2}-d_{1}c_{2})\,\mathbf {i} }
{\displaystyle \qquad +(a_{1}c_{2}-b_{1}d_{2}+c_{1}a_{2}+d_{1}b_{2})\,\mathbf {j} }
{\displaystyle \qquad +(a_{1}d_{2}+b_{1}c_{2}-c_{1}b_{2}+d_{1}a_{2})\,\mathbf {k} }
Additionen, subtraktionen och multiplikationen uppfyller de flesta av de "vanliga" räknelagarna, förutom den kommutativa lagen för multiplikation; i allmänhet är   q1·q2 ≠ q2·q1.   Exempelvis är ju i j = k ≠ -k = j i. För division är situationen lite mer komplicerad. Visserligen har varje kvaternion  q skild från noll en multiplikativ invers  q-1  (se nedan); men eftersom multiplikationen inte är kommutativ, är i allmänhet   q1·q2-1 ≠ q2-1·q1;   så ingendera uppfyller alla de "vanliga räkneregler" man kunde förvänta sig för en väldefinierad kvot mellan  q1  och  q2.
De vanliga räkneoperationerna uppfyller alla krav som ställs på en kropp, utom kommutativiteten för multiplikation. Därför är H en skevkropp som inte är en kropp i vanlig mening, och är det tidigaste kända exemplet på en sådan.

### Konjugat, normer och inverser av kvaternioner
Konjugatet till en kvaternion {\displaystyle {\rm {q}}}{\displaystyle \,=a+b\,\mathbf {i} +c\,\mathbf {j} +d\,\mathbf {k} } bildas som 
{\displaystyle {\overline {\rm {q}}}=a-b\,}{\displaystyle \mathbf {i} -c\,\mathbf {j} -d\,\mathbf {k} }
Kvaternionkonjugat respekterar addition, subtraktion och inversbildning, men åstadkommer omkastad ordning i produkter. Med andra ord, om p och q är kvaternioner, så är
{\displaystyle {\overline {p+q}}={\overline {p}}+{\overline {q}},\quad } {\displaystyle {\overline {p-q}}={\overline {p}}-{\overline {q}},\ } och {\displaystyle \ {\overline {q^{-1}}}={\overline {q}}^{-1}\ } om {\displaystyle q\neq 0\ }; men {\displaystyle \ {\overline {p\cdot q}}={\overline {q}}\cdot {\overline {p}}}.
Produkten av q och dess konjugat är alltid ett icke-negativt reellt tal och har därför en väldefinierad kvadratrot:
{\displaystyle {\rm {q\cdot {\overline {\rm {q}}}=\,}}}{\displaystyle a^{2}+b^{2}+c^{2}+d^{2}\geq 0},
med likhet om och endast om q = 0 och det går att definiera en norm på H genom
{\displaystyle \Vert {\rm {q\Vert ={\sqrt {\rm {q{\overline {\rm {q}}}}}}}}}.
Om q ≠ 0, så är normen positiv och alltså inverterbar, så att q då har den multiplikativa inversen
{\displaystyle {\rm {q^{-1}={\bar {\rm {q}}}\cdot \Vert {\rm {q}}\Vert ^{-2}}}}.

## Kvaterniongruppen

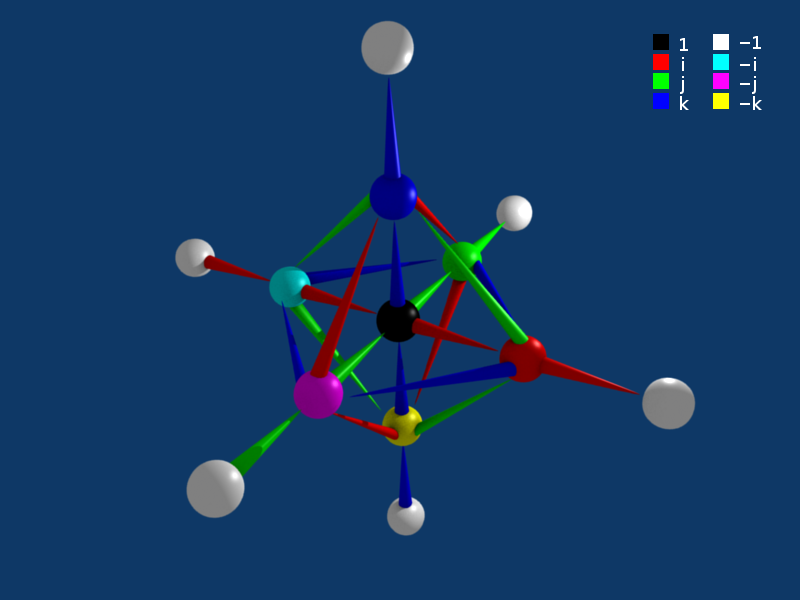
Cayley Q8 diagram. Röda, gröna och blå pilar visar multiplikation med i, j och k, respektive. För en tydligare bild är multiplikation med negativa värden ej inkluderade.

Mängden {\displaystyle \{1,-1,\ i,\ -i,\ j,\ -j,\ k,\ -k\}} bildar en grupp av ordning 8 under multiplikation. Denna grupp kallas kvaterniongruppen och brukar betecknas Q eller Q8 och har Cayleytabellen
| ×  | 1  | −1 | i  | −i | j  | −j | k  | −k |
| -- | -- | -- | -- | -- | -- | -- | -- | -- |
| 1  | 1  | −1 | i  | −i | j  | −j | k  | −k |
| −1 | −1 | 1  | −i | i  | −j | j  | −k | k  |
| i  | i  | −i | −1 | 1  | k  | −k | −j | j  |
| −i | −i | i  | 1  | −1 | −k | k  | j  | −j |
| j  | j  | −j | −k | k  | −1 | 1  | i  | −i |
| −j | −j | j  | k  | −k | 1  | −1 | −i | i  |
| k  | k  | −k | j  | −j | −i | i  | −1 | 1  |
| −k | −k | k  | −j | j  | i  | −i | 1  | −1 |

## Historik
Kvaternioner upptäcktes av William Rowan Hamilton år 1843. Han sökte nya sätt att utöka de komplexa talen (som kan åskådliggöras som punkter i planet) till högre rumsdimensioner. Han kunde inte göra så för tre dimensioner, men för fyra dimensioner fann han att denna utvidgning går att göra. Enligt hans egna ord kom en plötslig tanke att använda regeln i 2 = j 2 = k 2 = ijk = -1, medan han tog en promenad med sin fru måndagen 16 oktober 1843. Han ristade direkt in denna regel i Broom Bridge över Royal Canal i Dublin. Hamiltons ursprungliga ristning har försvunnit, men där finns i stället en minnestavla vid bron.
Regeln för med sig att den kommutativa lagen inte gäller, vilket var ett radikalt avsteg från den tidens matematik. Vektoralgebra och matriser var ännu något som inte upptäckts, men med kvaternioner hade Hamilton även introducerat kryss- och skalärprodukten inom vektoralgebra. Hamilton beskrev kvaternion som ett ordnat fyrelement bestående av reella tal, och uppfattade det första elementet som en 'skalär' del, medan resterande tre uppfattades som delar av en 'vektor'. Om två kvaternioner med skalära delar lika med noll multipliceras, så är den skalära delen av produkten det negativa av skalärprodukten av vektordelarna, medan produktens vektordel är kryssprodukten. Men dessa detaljer upptäcktes först senare när vektoralgebran utvecklades.
Hamilton fortsatte att introducera kvaternioner i många böcker. Den sista, Elements of Quaternions, hade 800 sidor och publicerades kort efter hans död.
Även vid denna tidpunkt fanns diskussioner om kvaternionernas användningsområde. Några av Hamiltons stödjare (som Oliver Heaviside och Willard Gibbs) motsatte sig det växande området vektoralgebra till förmån för kvaternioner, som tillgodoser en överlägsen notation. Medan dess användningsområde inom tre dimensioner har diskuterats, så kan kvaternioner inte heller användas för godtyckliga dimensioner. Men det finns utvidgningar som oktonioner, eller Cliffordalgebror. I vilket fall som helst hade vektornotationen vunnit över kvaternionnotationen inom alla vetenskaps- och teknikfält under mitten av 1900-talet.
I dag finns potential att använda kvaternioner i bland annat datorgrafik, reglerteknik, signalbehandling och mekanik för stela kroppars kretsloppbanor, huvudsakligen för att talen representerar rotationer och/eller orienteringar. Skälet till att talsystemet introduceras i nutid är att det blir färre räkneoperationer när man kombinerar flera kvaterniontransformationer, än att kombinera flera matristransformationer. Dessutom är det ett smidigt sätt att undvika så kallad gimbal lock (rotationsaxellåsning) vid rotation.